# ثاديوس ويليام هاريس
ثاديوس ويليام هاريس (بالإنجليزية: Thaddeus William Harris)‏ هو طبيب وعالم حشرات وأمين مكتبة وعالم نبات أمريكي، ولد في 12 نوفمبر 1795 في دورشستر ‏ في الولايات المتحدة، وتوفي في 16 يناير 1856 في كامبريدج في الولايات المتحدة.